# Jane Leeves
Jane Leeves (ur. 18 kwietnia 1961 w Londynie, Wielka Brytania) – aktorka angielska, znana z roli Daphne Moon w serialu Frasier.